# Lịch sử Síp
Lịch sử và văn hóa Síp bắt đầu vào cuối thời đại đồ đá cũ. Vị trí chiến lược của hòn đảo ảnh hưởng đến lịch sử của nó. Đảo Síp nằm trong vùng giao thoa văn hóa của Aegea, Tiểu Á, Levant và Ai Cập.

### Thời cổ đại
Tương truyền, Síp là nơi sinh của Aphrodite, Adonis và là nơi ở của Vua Cinyras, Teucer và Pygmalion. Địa điểm có hoạt động của con người sớm nhất được xác định là Aetokremnos, nằm ở bờ biển phía nam, cho thấy những người săn bắn hái lượm đã có mặt trên hòn đảo từ khoảng năm 10.000 trước Công Nguyên, với những cộng đồng làng định cư từ khoảng năm 8200 trước Công Nguyên. Sự xuất hiện của những người đầu tiên trùng khớp với cuộc tuyệt chủng của những chú hà mã lùn và voi lùn, các xương sọ của chúng là khởi nguồn cho truyền thuyết Cyclops. Các giếng nước được phát hiện bởi các nhà khảo cổ học ở phía tây Síp được cho là thuộc số những giếng cổ nhất Trái Đất, có niên đại từ 9,000 tới 10.500 năm. Chúng được cho là bằng chứng về sự phức tạp của các cộng đồng định cư đầu tiên. Những di tích của một chú mèo tám tháng tuổi được tìm thấy được chôn cất với người chủ của nó tại một địa điểm Đồ đá mới riêng biệt tại Síp. Ngôi mộ được ước tính có 9.500 năm tuổi, trước cả nền văn minh Ai Cập cổ đại và đẩy lùi thời điểm diễn ra sự thuần hoá thú nuôi của loài người lên sớm rất nhiều.
Có nhiều đợt con người và người định cư tới đây cũng như những người mới nhập cư tới hòn đảo trong thời kỳ Đồ đá mới, dù những trận động đất đã phá huỷ các cơ sở hạ tầng từ khoảng năm 3800 trước Công nguyên. Nhiều làn sóng người nhập cư tiếp nối, gồm cả một số bộ tộc từ tiểu Á giúp tăng cường nghề thủ công chế tác kim loại trên hòn đảo, dù những đồ tạo tác được phát hiện từ thời này rất hiếm khi có chất lượng cao. Thời kỳ đồ Đồng được báo trước với sự xuất hiện của những người Tiểu Á đến hòn đảo này từ khoảng năm 2400 trước Công Nguyên.
Người Hy Lạp Mycenae lần đầu tiên tới Síp khoảng năm 1600 trước Công Nguyên, với những khu định cư thuộc thời kỳ này nằm rải rác trên khắp hòn đảo. Một làn sóng người định cư Hy Lạp khác được cho là đã diễn ra trong giai đoạn 1100-1050 trước Công Nguyên, và đặc điểm Hy Lạp nổi bật trên đảo cũng bắt đầu từ giai đoạn này. Nhiều thuộc địa Phoenicia đã được tìm thấy từ thế kỷ thứ 8 trước Công Nguyên, như Kart-Hadasht có nghĩa 'Thị trấn Mới', gần Larnaca và Salamis hiện nay.
Síp bị Assyria chinh phục năm 709 trước Công Nguyên, trước một giai đoạn ngắn dưới sự cai trị của Ai Cập và cuối cùng là Ba Tư năm 545 trước Công Nguyên. Người Síp, dưới sự lãnh đạo của Onesilos, gia nhập cùng với những người anh em Hy Lạp tại các thành bang Ionia trong cuộc Nổi dậy Ionia không thành công năm 499 trước Công Nguyên chống lại Đế quốc Ba Tư Achaemenes. Hòn đảo bị đưa lại dưới quyền cai trị liên tục của Hy Lạp bởi Alexandros Đại Đế và nhà Ptolemaios của Ai Cập sau cái chết của ông. Sự Hy Lạp hoá toàn bộ diễn ra trong thời kỳ Ptolemaios, chỉ chấm dứt khi Síp bị Cộng hoà La Mã sáp nhập năm 58 trước Công Nguyên. Síp là một trong những điểm dừng đầu tiên trong chuyến hành trình truyền giáo của Sứ đồ Phaolô.

### Trung Cổ

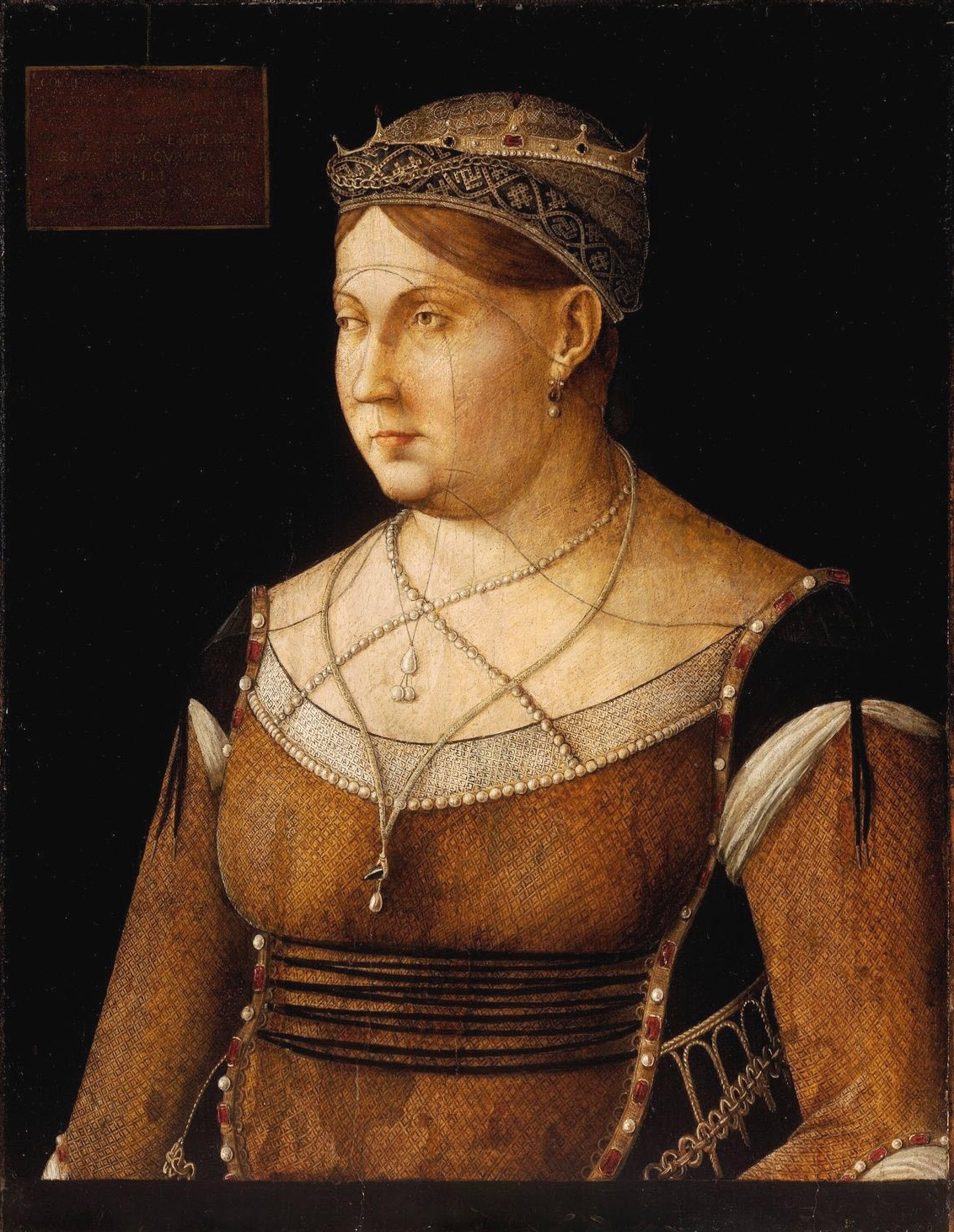
Caterina Cornaro, Nữ hoàng Síp.

Năm 395, Síp trở thành một phần của Đế chế Byzantine, đế chế này mất quyền kiểm soát hòn đảo vào tay người Ả Rập năm 649 trước khi tái giành lại năm 966. Trong Cuộc Thập tự chinh thứ Ba, năm 1191, Richard I của Anh đã chiếm hòn đảo từ Isaac Komnenos. Ông dùng nó như một căn cứ hậu cần chính khá an toàn khỏi Saracens. Một năm sau Guy của Lusignan mua lại hòn đảo từ Templars để bù cho những thiệt hại của vương quốc của ông.
Cộng hoà Venice nắm quyền kiểm soát đảo năm 1489 sau sự thoái vị của Nữ hoàng Caterina Cornaro. Bà là vợ goá của James II người là Lusignan Vua Síp cuối cùng. Sử dụng nó như một cổng thương mại quan trọng, người Venice nhanh chóng củng cố Nicosia; thành phố thủ đô hiện tại của Síp, với những Bức tường Venice nổi tiếng. Trong suốt thời cai trị của Venice, Đế chế Osman thường tiến hành những cuộc cướp phá Síp. Năm 1539 quân Osman phá huỷ Limassol và vì lo ngại điều xấu nhất có thể xảy ra, người Venice cũng củng cố Famagusta và Kyrenia.

### Thời cai trị Ottoman và Anh

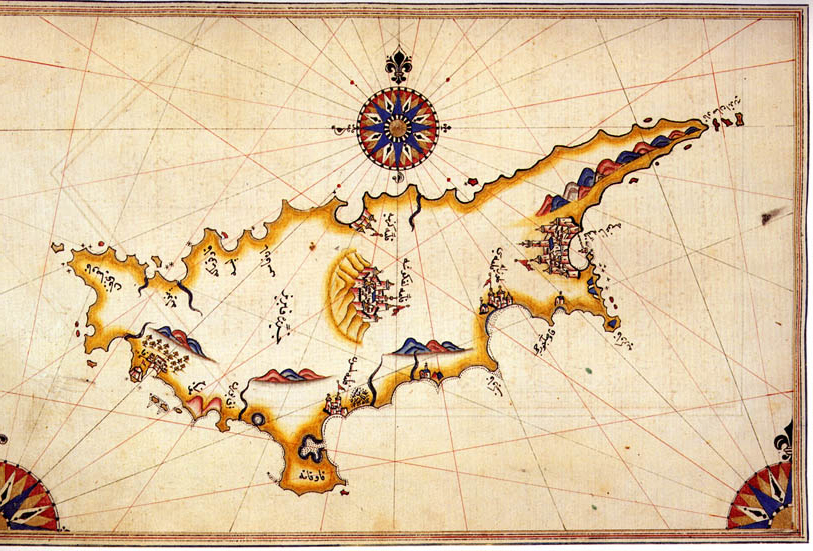
Bản đồ lịch sử Síp của Kaptan Pasha thuộc Đế quốc Ottoman, Piri Reis

Năm 1570, một cuộc tấn công quy mô lớn dưới sự chỉ huy của Piyale Pasha với 60.000 quân đã đưa hòn đảo này về dưới sự thống trị của Đế quốc Thổ Ottoman, dù có sự kháng cự kiên quyết của những người dân Nicosia và Famagusta. 20.000 người Nicosia bị giết hại, và mỗi nhà thờ, mỗi công trình công cộng và cung điện đều bị cướp phá. Người Thổ áp đặt hệ thống millet và cho phép các cơ quan tôn giáo được quản lý các cộng đồng phi Hồi giáo của mình, nhưng cùng lúc ấy đầu tư cho Nhà thờ Chính thống phía Đông như một lực lượng môi giới giữa người Síp Thiên chúa giáo và các cơ quan được trao không chỉ quyền tôn giáo mà cả kinh tế và chính trị.Thuế khoá nặng nề đã dẫn tới những cuộc nổi loạn, với xấp xỉ hai mươi tám cuộc khởi nghĩa đẫm máu diễn ra trong giai đoạn 1572 và 1668, buộc các Sultan phải can thiệp. Cuộc tổng điều tra dân số lớn của Đế quốc Ottoman năm 1831, chỉ tính số đàn ông, cho biết có 14.983 tín đồ Hồi giáo và 29.190 tín đồ Thiên chúa giáo. Tới năm 1872, dân số của hòn đảo đã tăng lên 144.000 gồm 44.000 người Hồi giáo và 100.000 tín đồ Thiên chúa giáo.
Bộ máy hành chính, nhưng không có chủ quyền, của hòn đảo bị nhượng lại cho Đế quốc Anh năm 1878 với hậu quả của cuộc Chiến tranh Nga-Thổ Nhĩ Kỳ (1877–1878). Hòn đảo tiếp tục là một căn cứ quân sự quan trọng của người Anh trên những con đường thuộc địa của họ. Tới năm 1906, khi cảng Famagusta được hoàn thành, Síp là một địa điểm hải quân quan trọng giám sát kênh đào Suez, con đường chính chiến lược dẫn tới Ấn Độ khi ấy là thuộc địa quan trọng nhất của Anh. Sau Chiến tranh thế giới thứ nhất và sự liên minh của Thổ Nhĩ Kỳ với khối Liên minh Trung tâm, Anh Quốc sáp nhập hòn đảo. Năm 1923, theo Hiệp ước Lausanne, nước Cộng hoà Thổ Nhĩ Kỳ mới thành lập từ bỏ bất kỳ yêu sách nào với Síp và vào năm 1925 hòn đảo được tuyên bố là một Thuộc địa Hoàng gia Anh. Nhiều người Síp Hy Lạp chiến đấu trong Quân đội Anh trong cả hai cuộc thế chiến, với hy vọng rằng cuối cùng Síp sẽ được thống nhất với Hy Lạp.
Tháng 1 năm 1950 Nhà thờ Chính thống phương Đông tổ chức một cuộc trưng cầu dân ý, bị cộng đồng người Síp Thổ Nhĩ Kỳ tẩy chay, theo đó 90% người bỏ phiếu ủng hộ "enosis", có nghĩa là một liên minh với Hy Lạp; tất nhiên cũng có những người Síp Hy Lạp không đồng ý với enosis. Quyền tự trị giới hạn theo một hiến pháp được cơ quan hành chính Anh đưa ra nhưng cuối cùng bị bác bỏ. Năm 1955 tổ chức EOKA được thành lập, tìm kiếm độc lập và liên minh với Hy Lạp thông qua đấu tranh vũ trang. Cùng lúc ấy Tổ chức Kháng chiến Thổ Nhĩ Kỳ (TMT), kêu gọi Taksim, hay sự ly khai, được thành lập bởi những người Síp gốc Thổ Nhĩ Kỳ như một tổ chức đối trọng. Sự hỗn loạn trên hòn đảo bị người Anh dùng vũ lực đàn áp.

### Độc lập
Ngày 16 tháng 8 năm 1960, Síp giành được độc lập sau một thoả thuận tại Zürich và London giữa Anh Quốc, Hy Lạp và Thổ Nhĩ Kỳ. Người Anh giữ lại hai Vùng Căn cứ quân sự có chủ quyền tại Akrotiri và Dhekelia trong khi các cơ sở chính phủ các văn phòng công cộng được trao theo tỷ lệ thành phần sắc tộc khiến cộng đồng thiểu số Thổ Nhĩ Kỳ có quyền phủ quyết thường trực, 30% trong nghị viện và bộ máy hành chính, và trao cho ba quốc gia bảo lãnh các quyền đảm bảo thực hiện.
Năm 1963 bạo lực giữa các cộng đồng bùng phát, một phần được sự bảo trợ của cả hai "nước mẹ" với việc người Síp Thổ Nhĩ Kỳ bị buộc vào sống trong các vùng đất nội địa và lãnh đạo người Síp Hy Lạp Tổng giám mục Makarios III kêu gọi một sự đơn phương thay đổi hiến pháp coi đó là cách thức để giảm căng thẳng và giúp người Hy Lạp có quyền kiểm soát toàn bộ hòn đảo. Liên hiệp quốc tham gia giải quyết vấn đề và các lực lượng Liên hiệp quốc tại Síp (UNICYP) đã được triển khai tại các điểm nhạy cảm.

### Phân chia
Chính phủ quân sự Hy Lạp nắm quyền ở Hy Lạp đầu thập niên 1970 trở nên bất bình với chính sách của Makarios tại Síp và sự thiếu vắng một quá trình hướng tới "Enosis" ('Liên minh' trong tiếng Hy Lạp) với Hy Lạp. Một phần vì lý do này, và một phần bởi sự bối rối với sự chống đối trong nước, hội đồng quân sự đã tổ chức một cuộc đảo chính bại Síp ngày 15 tháng 7 năm 1974. Nikos Sampson được hội đồng quân sự Hy Lạp đưa lên làm tổng thống Síp. Dù là một người theo chủ nghĩa quốc gia, ông đã không tuyên bố liên minh với Hy Lạp và tuyên bố rằng Síp sẽ tiếp tục giữ độc lập và không liên kết. Nhưng chính phủ Thổ Nhĩ Kỳ không thấy dễ chịu với tình hình thực tế, vì thế họ đã phản ứng và tìm kiếm sự can thiệp của Anh, vốn chưa bao giờ là cụ thể. Bảy ngày sau, ngày 20 tháng 7 năm 1974,Thổ Nhĩ Kỳ xâm lược Síp tuyên bố một quyền, theo các thoả thuận Zurich và London, để can thiệp và tái lập trật tự hiến pháp. Không quân Thổ Nhĩ Kỳ bắt đầu ném bom các vị trí tại Síp, hàng trăm lính dù đổ bộ xuống khu vực giữa Nicosia và Kyrenia, nơi người Síp Thổ Nhĩ Kỳ được trang bị tốt từ lâu đã có mặt, trong khi ngoài bờ biển Kyrenia 30 tàu Thổ Nhĩ Kỳ được bảo vệ bởi các tàu khu trục cho đổ bộ 6,000 lính và một lực lượng xe tăng, xe tải và các phương tiện bọc thép. Ba ngày sau, khi một thoả thuận ngừng bắn đã được đồng thuận, Thổ Nhĩ Kỳ đã cho đổ bộ 30.000 lính trên hòn đảo và chiếm Kyrenia, hành lang nối Kyrenia với Nicosia và quận Síp Thổ Nhĩ Kỳ của Nicosia. Hội đồng quân sự tại Athens và sau đó là Sampson Síp mất quyền lực. Tại Nicosia, Glafkos Clerides nắm quyền tổng thống và trật tự hiến pháp được tái lập; bề ngoài là loại bỏ nguyên nhân người Thổ Nhĩ Kỳ đặt ra cho cuộc xâm lược, dù người Thổ dù đã có nhiều thắng lợi ban đầu như vậy khi đó đã cam kết áp dụng chính sách từ lâu của họ là chia rẽ hòn đảo và sáp nhập miền bắc Síp. Người Thổ sử dụng một giai đoạn với các cuộc đàm phán vờ vĩnh - trong đó Thổ Nhĩ Kỳ được Mỹ ủng hộ về ngoại giao, tình báo - để tăng cường khu vực Kyrenia và chuẩn bị cho giai đoạn thứ hai của cuộc xâm lược, bắt đầu ngày 14 tháng 8 và dẫn tới việc chiếm đóng Morphou, Karpasia, Ammochostos và Mesaoria. Sự can thiệp quân sự của Thổ Nhĩ Kỳ được Hoa Kỳ bí mật ủng hộ và NATO. Người Hy Lạp thông báo sự thành lập của một nhóm bán quân sự EOKA mới nhằm chống lại những kẻ xâm lược nhưng điều này đã cho thấy sự phản tác dụng, khiến việc trục xuất người Hy Lạp khỏi các vùng do Thổ Nhĩ Kỳ chiếm đóng càng diễn ra nhanh hơn. Với số lượng thua kém hoàn toàn, các lực lượng Hy Lạp không thể chống lại sự tiến quân của Thổ Nhĩ Kỳ. Vùng Ayia Napa chỉ thoát khỏi sự chiếm đóng nhờ nó nằm sau khu vực Căn cứ có Chủ quyền Anh, nơi người Thổ vì cần thận đã không xâm chiếm.
Một quan điểm khác cho rằng cuộc đảo chính đơn giản chỉ có mục đích hạ bệ Tổng giám mục Makarios và chính phủ của ông vì thế các kế hoạch của Henry Kissinger về Síp có thể được thực hiện.

Ioannides [lãnh đạo hội đồng quân sự Hy Lạp] đã nói rằng... ông không chắc liệu mình chỉ đơn giản có thể rút quân Hy Lạp khỏi Síp... hay dứt khoát lật đổ Makarios và để Hy Lạp thoả thuận trực tiếp với Thổ Nhĩ Kỳ về tương lai của Síp. (The trial of Henry Kissinger By Christopher Hitchens, 2002, p.82.)

Áp lực quốc tế dẫn tới một cuộc ngừng bắn và ở thời điểm đó 37% đất đai đã thuộc trong vùng chiếm đóng Thổ Nhĩ Kỳ, 170.000 người Síp Hy Lạp bị đuổi khỏi nhà cửa ở miền bắc và 50.000 người Síp Thổ Nhĩ Kỳ phải ra đi theo hướng ngược lại. Năm 1983 người Síp Thổ Nhĩ Kỳ đơn phương tuyên bố độc lập, và chỉ được mỗi Thổ Nhĩ Kỳ công nhận. Tới thời điểm hiện tại, có 1,534 người Síp Hy Lạp và 502 người Síp Thổ Nhĩ Kỳ mất tích vì cuộc xung đột. Các sự kiện trong mùa hè năm 1974 là trọng tâm chính trị trên hòn đảo, cũng như quan hệ Hy Lạp-Thổ Nhĩ Kỳ. Khoảng 150.000 người định cư từ Thổ Nhĩ Kỳ được cho là đang sống trên miền bắc vi phạm vào Hiệp ước Geneva và nhiều nghị quyết của Liên hiệp quốc . Sau cuộc xâm lược và chiếm đóng lãnh thổ miền bắc của Thổ Nhĩ Kỳ, Cộng hoà Síp thông báo toàn bộ cảng vào ở miền bắc bị đóng cửa, bởi thực tế chúngkhông nằm trong quyền quản lý của họ.

### Lịch sử gần đây
Bởi sự phân chia của nền Cộng hoà diễn ra trên thực tế, chứ không phải về mặt pháp lý, biền bắc và miền nam đã đi theo những con đường khác nhau. Cộng hoà Síp là một chế độ dân chủ lập hiến đã đạt tới mức độ giàu có cao, với nền kinh tế bùng nổ và cơ sở hạ tầng tốt. Nó là một thành viên của Liên hiệp quốc, Liên minh châu Âu và nhiều tổ chức quốc tế khác và được các tổ chức này công nhận như chính phủ hợp pháp duy nhất của toàn bộ hòn đảo. Vùng không thuộc quyền quản lý của Cộng hoà Síp, Bắc Síp, phụ thuộc vào sự giúp đỡ từ Thổ Nhĩ Kỳ. Nỗ lực lớn cuối cùng nhằm giải quyết cuộc tranh cãi Síp là Kế hoạch Annan. Nó được người Síp Thổ Nhĩ Kỳ ủng hộ nhưng nó bị phản đối bởi người Síp gốc Hy Lạp.
Tháng 7 năm 2006, hòn đảo trở thành một thiên đường an toàn cho những người Liban tị nạn vì cuộc xung đột giữa Israel và Hezbollah.
Tháng 3 năm 2008, một bức tường từng đứng hàng thập kỷ như biên giới giữa vùng do người Síp Hy Lạp quản lý và vùng đệm của Liên hiệp quốc đã bị phá bỏ. Bức tường từng cắt ngang qua Phố Ledra tại trung tâm Nicosia và được coi như một biểu tượng mạnh mẽ của sự phân chia hòn đảo kéo dài 32 năm. Ngày 3 tháng 4 năm 2008, Phố Ledra được mở cửa với sự hiện diện của các quan chức Síp gốc Thổ Nhĩ Kỳ và Hy Lạp.